# Dombrot-Le-Sec (Fluss)
Der Ruisseau de Dombrot-Le-Sec ist ein gut 2 km langer Bach in der Region Grand Est, der im Département Vosges verläuft. Er ist ein östlicher und rechter Zufluss des Vair.

## Geographie

### Verlauf
Der Ruisseau de Dombrot-Le-Sec entspringt auf einer Höhe von etwa 423 m im östlichen Gemeindegebiet von Dombrot-le-Sec.
Er fließt in westlicher Richtung durch Felder, unterquert dabei eine Römerstraße und wird dann auf seiner rechten Seite nacheinander von zwei kleinen Zuläufen verstärkt. 
Der Bach mündet schließlich unterirdisch verdolt auf einer Höhe von ungefähr 374 m  nördlich von Dombrot-le-Sec von rechts in den aus dem Südsüdosten heranziehenden Vair. 
Der etwa 2,3 km lange Lauf des Ruisseau de Dombrot-Le-Sec endet ungefähr 49 Höhenmeter unterhalb seiner Quelle, er hat somit ein mittleres Sohlgefälle von etwa 22 ‰.

### Orte am Fluss
- Dombrot-le-Sec